# Рашід Броудбелл
Рашід Дамар Броудбелл (англ. Rasheed Damar Broadbell, нар. 13 серпня 2000) — ямайський легкоатлет, який спеціалізується в бар'єрному бігу.

## Спортивні досягнення
Чемпіон Ігор Співдружності у бігу на 110 метрів з бар'єрами (2022).
Учасник змагань з бігу на 110 метрів з бар'єрами на чемпіонаті світу (2022), де зупинився на півфінальній стадії.